# Cyrtopeltis melanocephala
Cyrtopeltis melanocephala är en insektsart som beskrevs av Reuter 1909. Cyrtopeltis melanocephala ingår i släktet Cyrtopeltis och familjen ängsskinnbaggar. Inga underarter finns listade i Catalogue of Life.